# Gluema ivorensis
Gluema ivorensis är en tvåhjärtbladig växtart som beskrevs av André Aubréville och François Pellegrin. Gluema ivorensis ingår i släktet Gluema och familjen Sapotaceae. IUCN kategoriserar arten globalt som sårbar. Inga underarter finns listade i Catalogue of Life.